# Indigotier
Indigofera tinctoria
Espèce
Classification phylogénétique
L'indigotier, indigo des teinturiers ou indigo des Indes (Indigofera tinctoria), est une espèce de plantes à fleurs de la famille des Fabacées. C'est un arbuste des régions chaudes dont les feuilles sont utilisées pour la préparation de la teinture d'indigo.
La culture de l'indigotier s'est répandue dans les régions tropicales et tempérées de l'Asie, de l'Amérique et de l'Afrique. Son habitat originel reste cependant incertain, tant sa culture est ancienne car voilà plus de quatre mille ans que la plante est exploitée en Inde, au Proche-Orient et en Égypte.
Pour répondre à la demande croissante de teinture indigo de leur industrie textile en plein développement, les Européens entreprirent la culture d'indigo à grande échelle dans leurs colonies du Nouveau Monde et d'Asie (Inde, Java). L'indigo, originaire d'Orient, traversa ainsi l'Atlantique, ruina au passage la culture du pastel en Europe, puis dans un mouvement de balancier, retourna en Asie, avant de disparaître avec l'arrivée des teintures synthétiques.

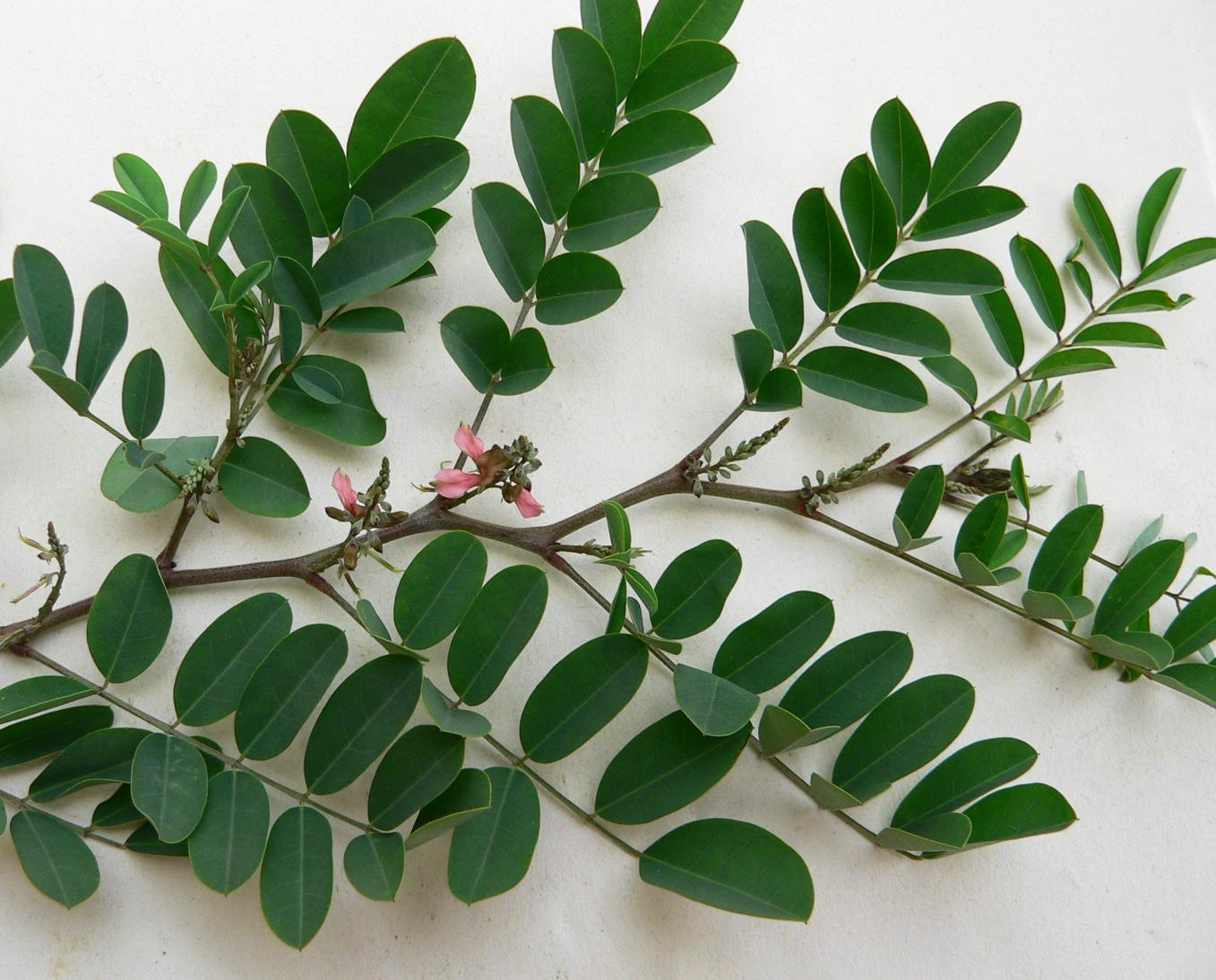
Indigofera tinctoria en Guadeloupe.

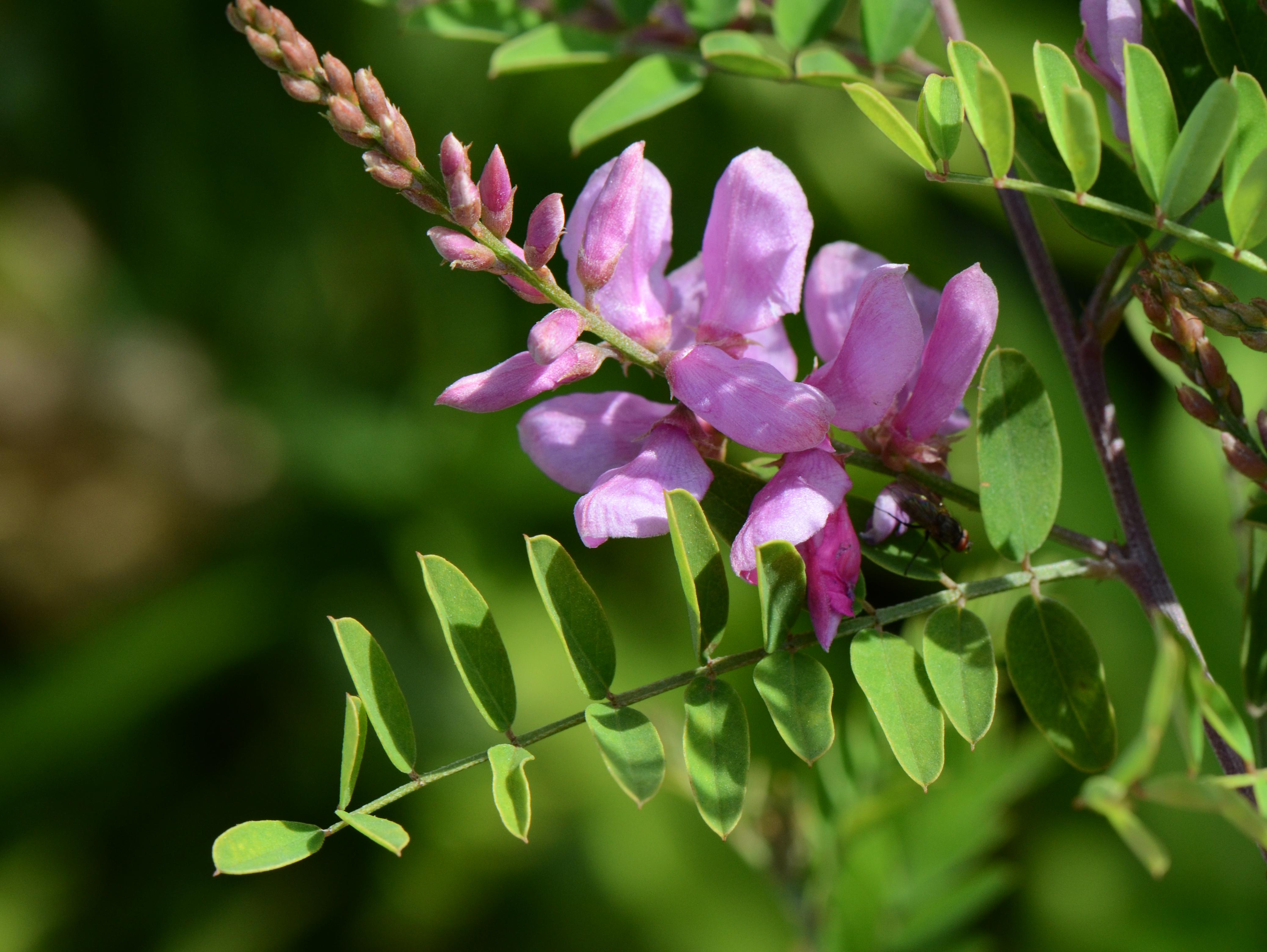
Indigofera tinctoria, inflorescence
au Jardin des Plantes de Paris.

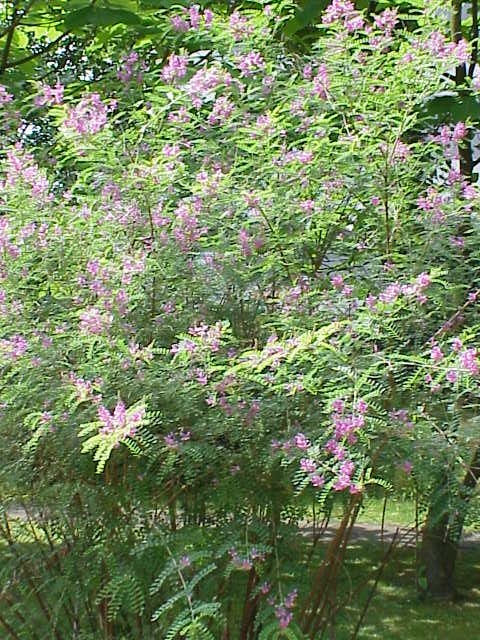
Indigofera tinctoria.

## Étymologie
Linné a décrit l'indigotier en 1753 sous le nom de Indigofera tinctoria.
Son nom générique Indigofera s'analyse en indigo dérivant du grec indikon (ινδικόν) et du latin indicum et signifiant « de l'Inde » (faisant allusion au pays d'où les Gréco-romains l'importaient) et de fera « porter ». L'épithète spécifique tinctoria vient du latin tinctorius « qui sert à teindre, tinctorial ».
Le terme d'indigo est lui-même beaucoup plus ancien que Linné puisqu'il remonte à l'Antiquité gréco-latine où Pline signalait que le pigment coloré pourpre, « indicum... vient d'Inde ».

## Description
Indigofera tinctoria,, est un arbuste touffu, de 60 à 120 cm de haut, à l'état sauvage en Asie mais pouvant atteindre deux mètres pour les formes issues des cultures. Il peut être annuel, bisannuel ou vivace, en fonction du climat. Les jeunes rameaux sont couverts d'une pubescence blanche, formée de poils apprimés, blanchâtres (trichomes en T). Les poils sont moins denses, plus fins et moins persistants que pour Indigofera suffriticosa.
La feuille imparipennée comporte de neuf à treize folioles. Les folioles sont opposées, obovales à elliptiques, jusqu'à 25 × 12 mm, à poils clairsemés en dessous. Le pétiole et le rachis (7 cm de long) sont couverts de poils apprimés et creusés d'un sillon sur la face supérieure. Les stipules sont petites (2 mm), étroitement triangulaires.
Les racèmes sessiles, de 3 à 8 cm, émergent aux aisselles des feuilles (rac. axillaires). Chaque fleur bisexuée, zygomorphe, papillionacées, comporte :
- un pédicelle de 1-1,5 mm de long ;
- un calice de 1,5 mm (une coupe à cinq dents) ;
- une corolle de 4 mm de long, formée d'un étendard (pétale supérieur) de deux ailes (pétales latéraux) et une carène (deux pétales inférieurs soudés) ; l'étendard ovale est rose blanchâtre avec des veines rougeâtres, les ailes sont à onglet très court, rosées, plus courtes que l'étendard, la carène est pourvue d'éperons latéraux, roses à rouges ;
- dix étamines de 4-5 mm de long, l'étamine supérieure libre, les neuf autres soudées entre elles autour de l'ovaire (diadelphe) ;
- ovaire supère, à carpelle unique, 1-loculaire, avec un long style.

Le fruit est une gousse linéaire de 20 à 35 mm de long, droite ou légèrement incurvée vers l'apex et d'environ 2 mm de large, brune à maturité, renfermant de sept à douze graines avec un léger étranglement entre les graines. Les graines d'environ 2 mm sont rhombiques en section transversale.

## Distribution
L'origine de l'indigotier est incertaine. Avec Linné, certains auteurs supposent qu'il pourrait s'agir de l'Inde (Jansen et Cardon, Delange).
Flora of Pakistan le dit distribué en Asie méridionale : Pakistan (Punjab, Sind), Inde, Ceylan, Birmanie, Thailande, Indochine, Indonésie, Philippines et Malaisie. Pour GRIN, il est indigène en Afrique, Asie tempérée et tropicale, Australie.
Sa culture comme plante tinctoriale l'a répandu partout dans le domaine tropical, subtropical et tempéré chaud. Il a été introduit et s'est naturalisé en Amérique et en Chine (pour l'Afrique, les avis divergent).
Aux Antilles françaises, où il s'est naturalisé, on le rencontre sur le littoral sec, le bord des routes, sur les décombres. Il est en fleur de mai à juillet puis de novembre à mars. Introduit anciennement à La Réunion et à l'île Maurice, il persiste localement dans les fourrés secs et les savanes de Maurice. La culture de l'indigotier a débuté à La Réunion en 1734.

## Synonymie
Pour Tropicos, sont considérés comme synonymes d'Indigofera tinctoria les noms suivants :
- Anila tinctoria (L.) Kuntze
- Anila tinctoria (L.) Kuntze var. normalis Kuntze
- Indigofera indica Lam.
- Indigofera sumatrana Gaertn.

The Plant List répertorie les synonymes suivants (avec un degré de confiance élevé) :
- Indigofera bergii Vatke
- Indigofera cinerascens DC.
- Indigofera houer Forssk.
- Indigofera indica Lam.
- Indigofera oligophylla Baker
- Indigofera orthocarpa (DC.) O.Berg & C.F.Schmidt
- Indigofera sumatrana Gaertn.
- Indigofera tinctoria Blanco

## Analyse chimique

### Composés d’intérêts pharmacologiques
L'analyse des métabolites secondaires d'extrait de feuilles d'Indigofera tinctoria indique la présence de flavonoïdes, saponines, tanins, quinones, terpénoïdes et composés phénoliques. La présence d'alcaloïde n'a pas été détectée. Les extraits méthanoliques ont une activité antimicrobienne, antioxydante et cytotoxique.

### Précurseurs de l'indigo
Les plantes tinctoriale à indigo comme l'indigotier Indigofera tinctoria (ou le pastel Isatis tinctoria en Europe et la renouée des teinturiers Polygonum tinctorium en Asie Orientale) ne contiennent pas de pigments colorants directement transposables par le bain de teinture mais seulement des précurseurs de ceux-ci.
Le précurseur du pigment colorant de couleur indigo de Indigofera tinctoria est l'indican (indoxyle β-D-glucoside) alors que la molécule colorante est l'indigotine, aussi appelée indigo, au risque d’ambiguïté.
Dans les textes anciens, le terme « indigo » désignait la matière colorante extraite des feuilles de l'indigotier et ne s'appliquait pas aux teintures bleues extraites du pastel des teinturiers (nommées guèdes, waides dans le Nord, pastels dans le Sud) ou d'autres plantes tinctoriales. On sait maintenant grâce aux analyses chimiques, que la couleur bleue des teintures extraites des plantes tinctoriales (comme l'indigotier, le pastel, la renouée des teinturiers, l'indigo d'Assam (Strobilanthes cusia) ou la liane à indigo, Philenoptera cyanescens), est due à une seule et même molécule, nommée indigotine ou indigo. Ce qui différenciait les différentes teintures était dû à des impuretés de nature différente. Le pastel donnait un bleu pâle et l'indigo un bleu foncé. Actuellement, les textes scientifiques (en anglais) emploient le terme indigo presque exclusivement pour désigner la molécule chimique d'indigotine. Rappelons qu'outre les valeurs de « teinture extraite de l'indigotier » et « indigotine », le terme indigo a les acceptions d'« indigotier » et de « couleur bleu-indigo ».
Le tableau ci-dessous schématique des principales réactions, effectuées lors de la préparation de la teinture d'indigo puis lors de la teinture de cuve à l'indigo devrait permettre de mieux comprendre ces procédures exposées.
| Travail du planteur dans l'indigoterie : hydrolyse et oxydation |                                                 |
| L'indican (indoxyle β-D-glucoside) présent dans les feuilles de l'indigotier, est le précurseur du pigment d'indigotine. L'extraction du pigment coloré se faisait aux Antilles, par le traitement de la matière végétale dans une série de trois bassins (la trempoire, la batterie et le reposoir, voir section suivante). | Indican                                         |
| L'hydrolyse de l'indican en indoxyle et glucose : indican → indoxyle + glucoseL'indoxyle existe en équilibre entre les formes cétone et énol. L'indican, présent dans les vacuole des feuilles, est libéré lors du broyage et de la macération-fermentation. Il entre ensuite en contact avec une enzyme hydrolisante logée dans les chloroplastes. L'indoxyle est incolore et soluble dans l'eau. Cette étape est réalisée dans la trempoire.                                                             | + Indoxyle en équilibre céto-énolique + glucose |
| L’oxydation en présence d'air de l'indoxyle conduit à la formation d'indigo(tine) : indoxyle + indoxyle + O2 → indigotine + 2H2OCette étape est réalisée dans la batterie où on bat le liquide pour l'oxygéner. | Indigotine                                      |
| Travail du teinturier : la teinture de cuve réalise une réduction puis une oxydation |                                                 |
| Réduction : l'indigo, le pigment coloré, étant insoluble, il faut d'abord le réduire en leuco-indigo, une forme jaune pâle et hydrosoluble :indigo → leuco-indigoLa méthode traditionnelle (ou cuve naturelle), longue et compliquée à mettre en œuvre, utilise de l'urine fermentée, du glucose etc. La méthode chimique, rapide mais polluante, utilise un puissant réducteur chimique comme l'hydrosulfite de sodium. Les fibres végétales ou animales trempées dans le bain ressortent jaune verdâtre. | Leuco-indigo                                    |
| L'oxydation du leuco-indigo redonne de l'indigo, le beau pigment bleu.leuco-indigo → indigo Cette opération se fait spontanément à l'air, lorsqu'on suspend le tissu imprégné de teinture. | Indigo(tine)                                    |

## Usages

### Plante tinctoriale
En raison de sa couleur attrayante, l'indigo a tenu une place importante dans de nombreuses civilisations. Actuellement encore, l'indigo reste la teinture végétale la plus importante en Afrique occidentale où il est extrait de la liane à indigo, Philenoptera cyanescens ou P. laxiflorus.

#### Extraction de la teinture d'indigo à partir des rameaux l'indigotier

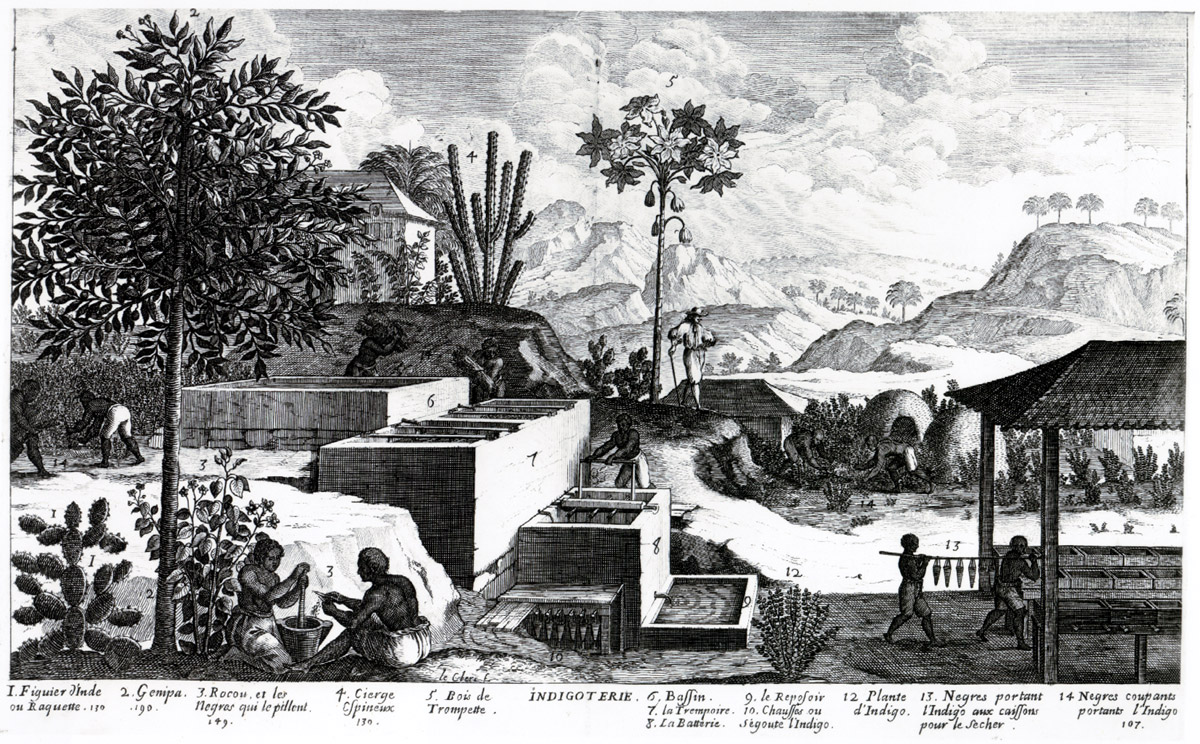
Esclaves travaillant dans une indigoterie (Jean-Baptiste du Tertre, Hist. gén.des Antilles, 1667) :
6 réservoir d'eau claire, 7 trempoire, 8 batterie, 9 reposoir.

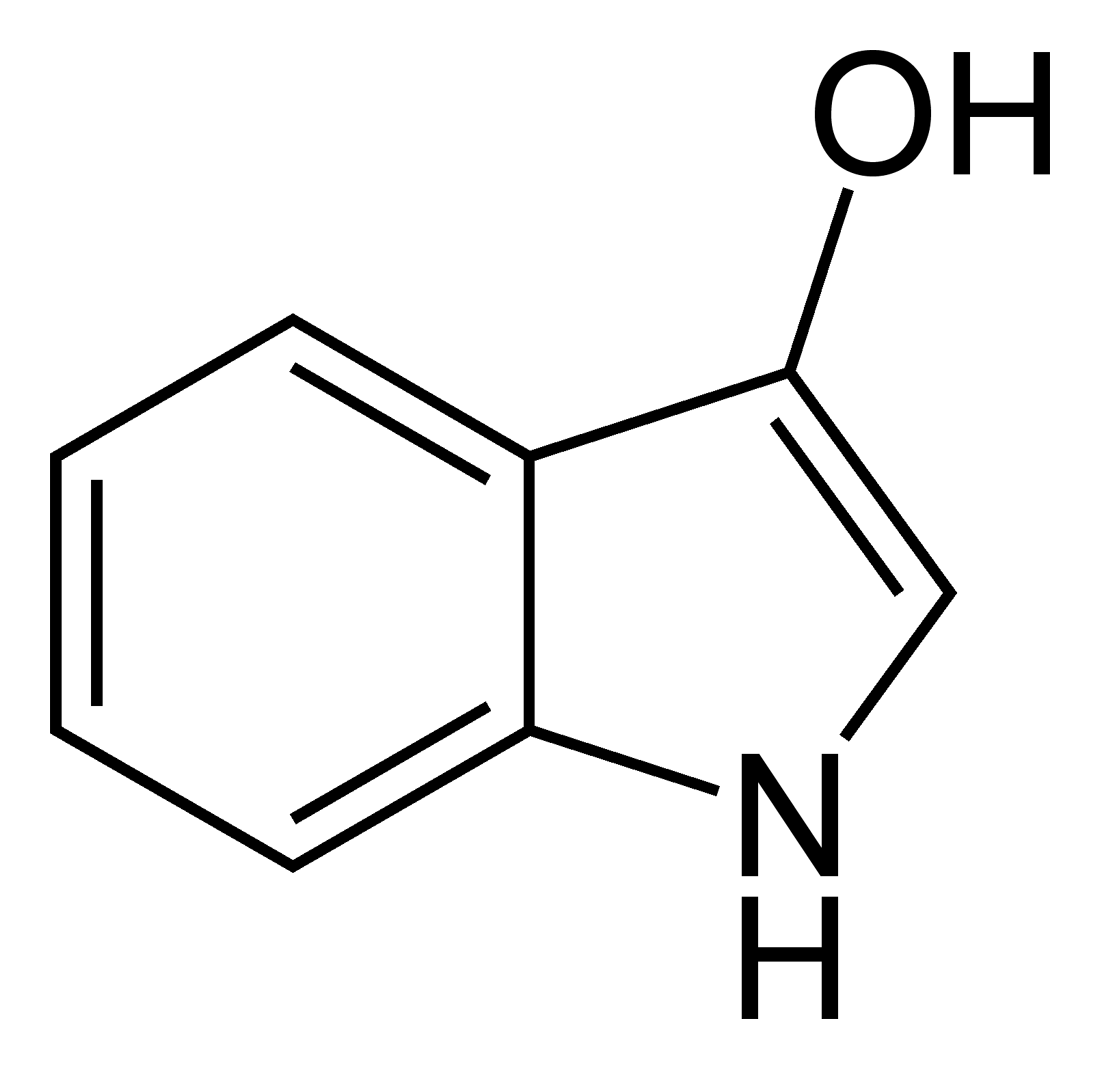
Indoxyle

La méthode traditionnelle permet l'extraction de l'indican des feuilles sans usage de produits chimiques. Elle utilise la fermentation des feuilles pour libérer l'indoxyle qui est soluble dans l'eau puis l'oxygénation à l'air de celui-ci en pigment indigo.
Aux Antilles au XVIIe siècle, les installations de production d'indigo (ou indigoteries) étaient constituées d'au moins trois bassins, disposés en marche d'escalier,,. Une alimentation en eau par un ruisseau d'eau claire (ou un puits), permet de remplir d'eau le bassin supérieur (7, la trempoire). Les indigotiers coupés avant la floraison y sont mis à macérer de 6 à 20 heures. Une fermentation se produit qui dégage une odeur extrêmement nauséabonde mais qui permet néanmoins l'hydrolyse de l'indican (indoxyle β-D glucoside) en indoxyle et en glucose. En ouvrant une bonde, on laisse le liquide qui a solubilisé l'indoxyle s'écouler dans le second bassin (8, la batterie). On ajoute de la chaux à ce liquide de couleur jaune verdâtre et on l'agite pour faciliter oxygénation. Les molécules d'indoxyle se dimérisent (se lient deux par deux) pour former l'indigo (ou indigotine), le pigment insoluble d'une belle couleur bleue. Tout l'art de l'indigotier est d'évaluer la durée exacte de ce processus d'oxydation : trop court, le bassin perd du pigment, trop long, la teinture est altérée et se noircit. Pour récupérer le pigment bleu qui va précipiter au fond, on laisse s'écouler le mélange dans le troisième bassin (9, le reposoir), au fond duquel s'ouvre une petite cuve ovale qui récupère l'indigo alors que le liquide est évacué. La bouillie récupérée est mise à égoutter dans des sacs de toile puis à sécher dans des petits caissons en bois pour obtenir des blocs d'indigo prêts à l'exportation.
Le produit obtenu est traditionnellement appelé « indigo » ou « indigo d'Inde » ; il est composé de nombreuses substances parmi lesquelles le pigment bleu d'indigotine (malencontreusement aussi nommée actuellement « indigo»), peut être minoritaire (pureté de 20 à 90 %).
C'est la technique toujours utilisée de nos jours en Afrique, dans les cultures à grande échelle. Elle passe par les trois mêmes étapes :
- hydrolyse enzymatique produisant l'indoxyle (indoxyle glucoside → indoxyle + glucose) : juste après la récolte, les rameaux sont placés dans une fosse remplie d'eau pour les faire fermenter,
- oxydation de l'indoxyle en indigotine (indoxyle + indoxyle → indigotine) : le liquide est transféré dans une fosse où il est continuellement remué,
- précipitation : on laisse le liquide reposer pour que l'indigotine se dépose sur le fond.

On trouve aussi, à différentes doses, de l'indirubine qui elle donne la couleur rouge. Au précipité résultant de la fermentation est alors mélangée une base forte (par exemple l'hydroxyde de sodium). Le tout est comprimé, séché puis transformé en poudre. Il en résulte une teinture plus ou moins bleu-pourpré, en fonction des adjuvants rajoutés afin de rendre des nuances.

#### Teinture à la cuve

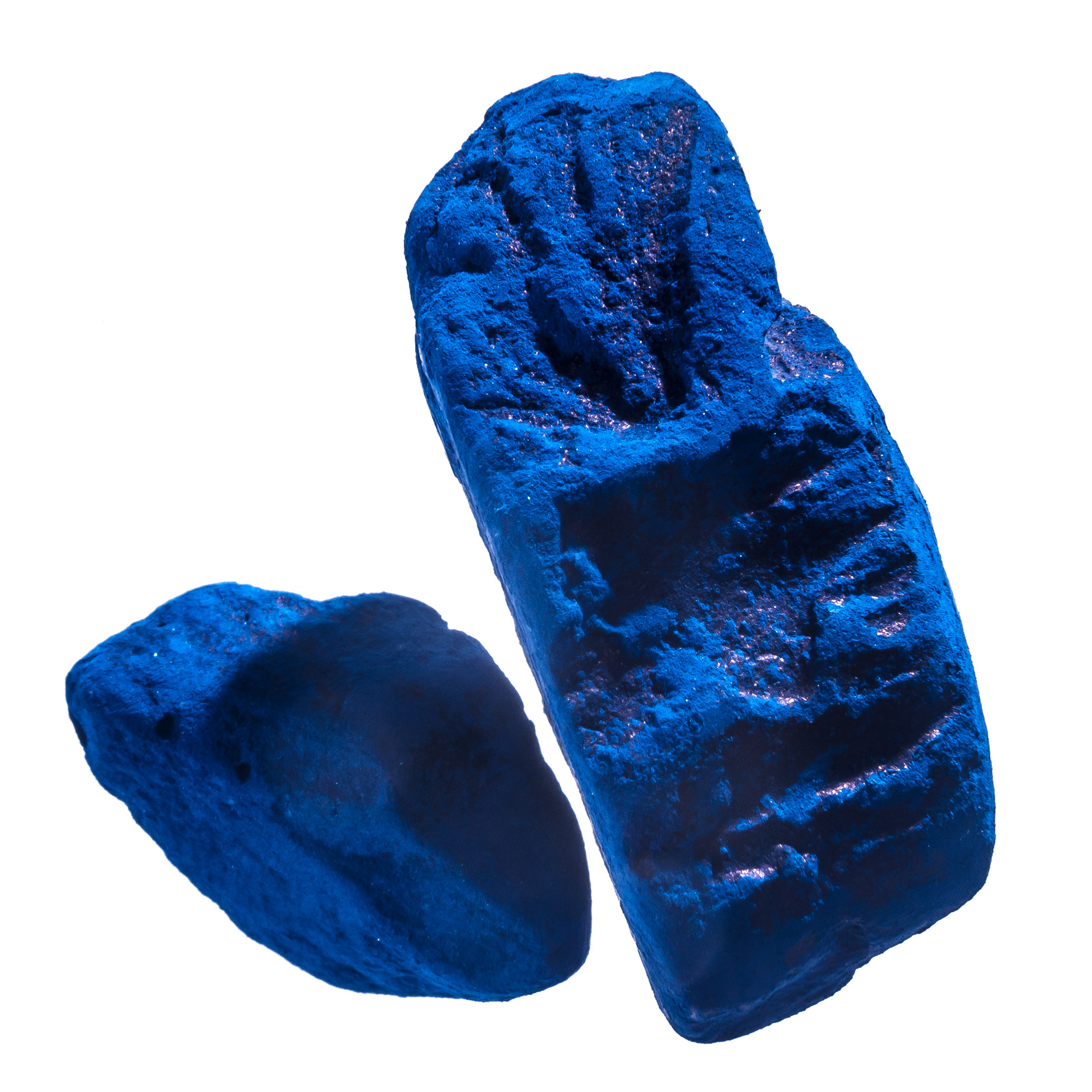
Teinture d'indigo

Les teinturiers appellent le procédé de teinture de tissus à l'indigo une « cuve ». Le pigment d'indigo n'étant pas soluble à l'eau, il faut pour pouvoir teindre les tissus, le rendre soluble à l'aide de produits chimiques réducteurs (ou de bactéries réductrices lors de fermentations). La forme réduite de l'indigo est hydrosoluble et presque incolore ; elle est pour cette raison nommée leuco-indigo ou indigo blanc. Son hydrosolubilité la rend alors capable d'imprégner en profondeur les fibres. Pour teindre un tissu, on le met à tremper dans la cuve et lorsqu'on le sort on a la surprise de le voir encore d'une couleur jaune verdâtre. Si on l'accroche à sécher sur un fil à linge, on le voit peu à peu verdir puis bleuir au contact de l'air. L'oxydation du leuco-indigo redonne de l'indigo. De l'indirubine, rouge, peut aussi se former à l'interface où plus d'oxygène est disponible. Le travail du teinturier se résume à opérer une réduction puis une oxydation sur le pigment.
Une cuve naturelle demande beaucoup de temps pour sa préparation et un soin quotidien pendant plusieurs semaines. À l'origine, la réduction se faisait par la fermentation bactérienne de la plante fraîche ou de l'indigo pulvérisé, dans un milieu alcalin (pH~8,2), obtenu en rajoutant de la potasse (ou de la cendre) au bain. On rajoutait des substances sucrées comme du miel, des dattes ou de la mélasse, capables de se comporter en agents réducteurs. En 1999, Padden et al. ont isolé dans une cuve préparée à l'ancienne, des bactéries du genre Clostridium, capables de réduire l'indigo. La cuve était légèrement chauffée (à moins de 50 °C). C'est la technique ancestrale encore utilisée au Mali et en Guinée.

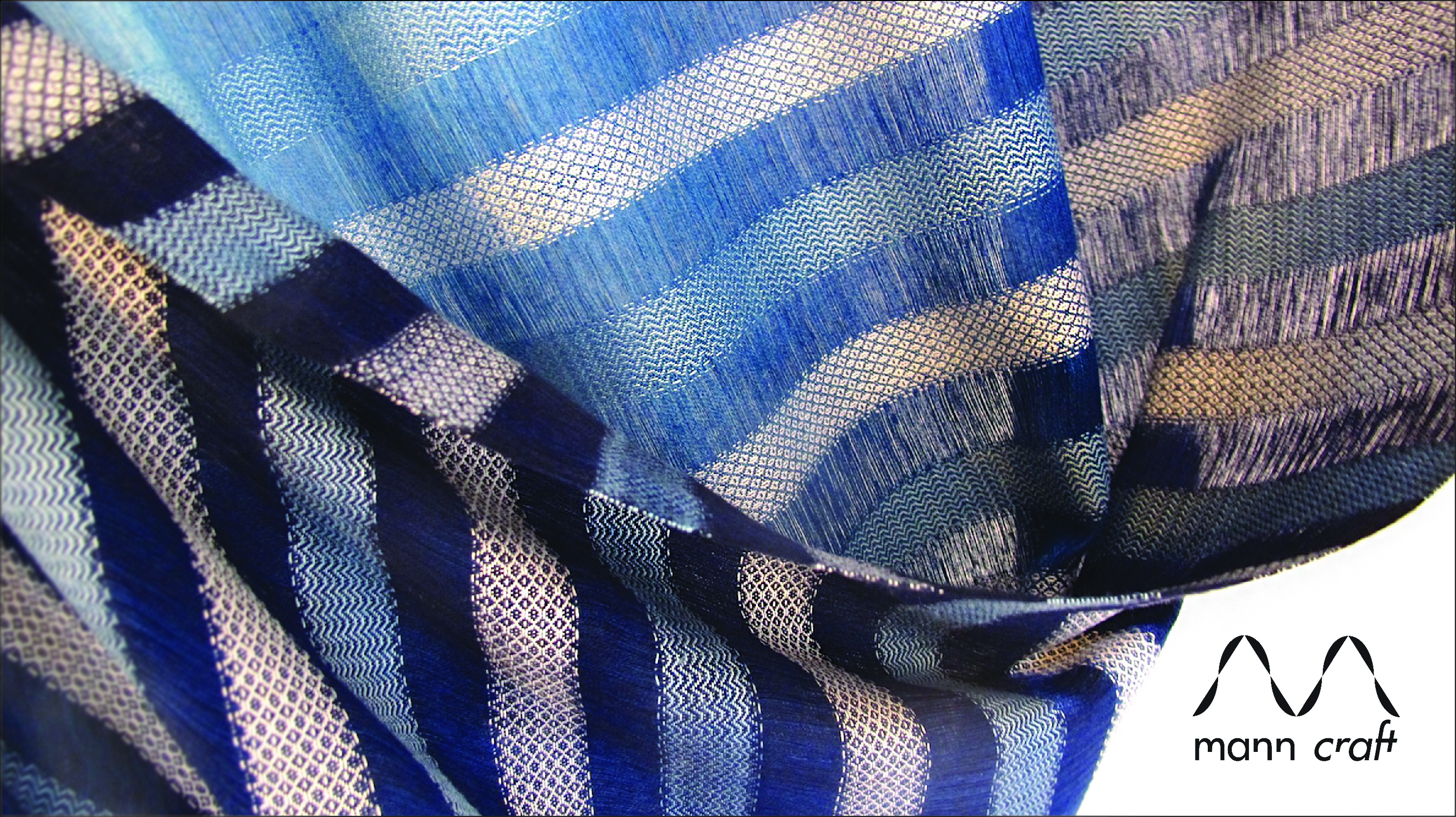
Teinture à l'indigo

Une technique beaucoup plus rapide a fait son apparition avec Paul Schützenberger et Lalande en 1871, nommée la cuve chimique. Elle se prépare en quelques heures. L'agent réducteur de l'indigo est dans ce cas un produit chimique, nommé le dithionite de sodium (ou hydrosulfite, découvert par Schützenberger). C'est une technique de teinture très rapide qui s'est répandue dans le monde entier en une vingtaine d'années. Mais elle a l'inconvénient de produire des produits de dégradation polluants comme des sulfites, sulfates, thiosulfates S2O32- etc (que les particuliers doivent déposer en déchetterie).
Lorsqu'on sort le tissu du bain de leuco-indigo, il est jaune verdâtre et vire doucement au bleu au contact de l'air. Il faut plusieurs bains pour donner au textile une couleur bleu foncé.
En Afrique, la teinture à l'indigo est souvent suivie d'un calandrage, procédé de finition consistant à faire pénétrer la poudre d'indigo à la surface du tissu, par battage à l'aide de lourds maillets. Cette technique donne un lustre métallique iridescent comme sur les voiles des Touaregs.
La teinture d'indigotier est aussi utilisée pour colorer les cheveux : pour une bonne tenue, il faut soit avoir déjà fait plusieurs colorations au henné, soit en avoir fait une récemment. Cette coloration s'applique sur cheveux châtain à noirs ; sur les cheveux plus clairs, le bleu transparaît plus et le résultat est souvent décevant.

### Plante médicinale
Les feuilles et les racines sont utilisées dans la médecine traditionnelle de plusieurs pays.
En Inde, les feuilles séchées d'Indigofera tinctoria connues sous le nom de nili en hindi, sont utilisées dans les médecines traditionnelles ayurvédique, siddha et yunâni. Traditionnellement utilisée pour la constipation, les affections du foie, les palpitations et la goutte. La pharmacopée ayurvédique recommande l'usage de toute la plante séchée dans les phobies, les hallucinations et les perturbations mentales. Il a été montré que les extraits de feuilles accroissaient la concentration en neurotransmetteurs dans le cerveau de rats après induction de crises d'épilepsies.
En Europe, il est signalé au Ier siècle, par le grec Dioscoride qui indique qu'il est doucement astringent, purgatif et traite les inflammations et les œdèmes (Materia medica, livre 5, 107).
Indigofera tinctoria n'est pas indigène en Chine car la plante tinctoriale à indigo, indigène, est la renouée des teinturiers Persicaria tinctoria. Venu d'Inde, le vrai indigo, Indigofera tinctoria, est arrivé en Chine à l'époque des Tang (618, 907). Il fut ensuite cultivé dans les provinces du sud. On l'utilise pour « rafraîchir détoxifier » et comme antipyrétique et dépuratif. La substance médicinale traditionnelle qing dai 青黛, est faite avec Polygonum tinctorium, en poudre ou pilule. Elle est indiquée pour les convulsions infantiles, la parotidite et l'epistaxis.
En Afrique du Sud, la racine broyée sert d'antalgique contre les rages de dents. On lui prêtait aussi des vertus émétiques.
En tant que Fabacée (Légumineuse), elle est aussi cultivée pour l'amélioration des sols. Ces plantes ont la faculté de s'associer à des bactéries du sol (comme Rhizobium leguminosarum) pour transformer l'azote atmosphérique en une forme assimilable par la plante.

## Histoire de la culture

### Inde antique
L'indigotier est cultivé depuis l'Antiquité en Inde comme plante tinctoriale. L'histoire multimillénaire de cette culture a laissé des traces terminologiques dans de nombreuses langues du monde, sous la forme de deux mots concurrents : nil/anil et indigo. L'arbuste Indigogefa tinctoria est désigné en sanskrit, par les noms de nīlī नीली, nīlīnī नीलिनी et la teinture pourpre qui en est tirée se dit nīla नील « bleu profond, noir ». Ce dernier terme s'est répandu vers l'est jusqu'en Asie du Sud-Est (indonésien, malais : nila) et vers l'ouest au Moyen-Orient (persan nyly نیلی, arabe nyly نيلي). Les Arabes ont répandu le terme (avec l'article défini an-nil) dans leur conquête de l'Afrique du Nord et de l'Espagne (espagnol añil, portugais anil). Les marins arabes l'ont porté sur les côtes africaines (swahili nili). Les Espagnols et les Portugais l'ont transmis à l'Amérique du Sud et Centrale. Ce terme a aussi laissé des traces passagères dans le français et l'anglais par l'intermédiaire des colons des Caraïbes, comme on peut l'observer dans l'Encyclopédie de Diderot et d'Alembert ou l'ouvrage de Beauvais-Raseau (écrits du XVIIIe siècle), dans les actes du Parlement anglais d'Élisabeth Ire (XVIIe siècle) ou les écrits des marchands qui usent des termes interchangeables anil (ou neel/anyle en anglais) et indigo. Mais bientôt, le terme indigo s'imposera en français, anglais, allemand, russe, etc. Comme nous avons vu, ce terme nous vient d'indicum « venant d'Inde », forgé par les Gréco-romains (Vitruve, 7,9,6, Pline, 33, 163, Dioscoride, 34). Actuellement, le nīla sanskrit survit dans le terme chimique d'aniline, obtenu pour la première fois par distillation de l'indigo.
Le sous-continent indien a exercé une influence déterminante sur l'histoire du textile. Les vestiges trouvés sur le site de Mohenjo-daro, la grande cité antique de la vallée de l'Indus, indiquent que la technologie textile indienne était très développée dès le IIe millénaire av. J.-C. Mais le très petit nombre de spécimens de textiles conservés, en raison de la forte humidité ambiante, n'ont pas permis de confirmer l'usage de l'indigo. En ce qui concerne les sources textuelles, la teinture d'indigo est mentionnée dans l'Atharvaveda, écrit entre le IVe et le Ier millénaire av. J.-C. Une célèbre fable indienne du Pañchatantra (IIIe siècle av. J.-C.) conte les mésaventures d'un chacal qui tomba dans une cuve de teinture indigo.

### Proche Orient, Égypte antique
Si l'influence indienne est indéniablement très ancienne, celle des peuples de la Méditerranée l'est tout autant sinon plus. Comme il est possible d'extraire le pigment bleu-indigo de plusieurs espèces de plantes tinctoriales, il est probable que la découverte de la teinture à l'indigo ait pu se faire indépendamment dans plusieurs civilisations.
En Égypte, des toiles à bandes bleues ont été trouvées autour de certaines momies. L'indigo était déjà utilisé 2 500 ans av. J.-C. puisque Stuart Robinson en a trouvé sur des tissus de lin datant de la Ve dynastie (-2500, -2300). S'il est bien établi que les Égyptiens connaissaient depuis des temps très reculés l'indigo, l'origine de cette teinture végétale reste incertaine. La teinture d'indigo aurait pu être importée par la Mer Rouge, du Pays de Pount ou du sud de l'Arabie. Selon Balfour-Paul, il est possible que des espèces d'indigotiers locales aient été utilisées pour produire l'indigo mais il est plus probable que le pigment ait été extrait du pastel, Isatis tinctoria, une plante indigène en Afrique du Nord. Un écrit de l'époque de l'Égypte hellénistique (-323, -146), connu sous le nom de papyrus de Stockholm, décrit la récolte et la teinture au pastel.
Plusieurs indices suggèrent aussi l'utilisation de l'indigo au moins dès le IIIe millénaire av. J.-C. en Mésopotamie. Sur une tablette cunéiforme trouvée sur le site archéologique de Mari sur le moyen Euphrate, on trouve la mention de vêtements teints en bleu. Plus tard, des traces de teinture indigo ont été détectées sur plusieurs textiles trouvés lors de fouilles à Europos-Doura (en amont de Mari), dans les cavernes d'At-Tar, à Palmyre ou dans la grotte aux lettres. L'analyse des pigments par Fujii et als. (1994) des textiles de At-Tar, a établi que des fibres teintes à l'indigo étaient tissées avec des fibres teintes à la pourpre de Tyr ou au kermès.

### Civilisations précolombiennes
Les civilisations précolombiennes d'Amérique du Sud ont donné une grande importance sociale et religieuse aux textiles. Au Pérou, les textiles teints trouvés dans des tombes de Paracas, Nazca et Chancay, révèlent qu'aux alentours de 700 av. J.-C., les hommes avaient une connaissance avancée des techniques de tissage et de teinture. Le rouge était obtenu de la cochenille et le bleu de l'indigo.
Plus au nord, les Maya mêlaient de l'indigo avec une argile spéciale (la palygorskite) pour produire le bleu maya, utilisé pour décorer les poteries, les statues, les fresques murales et les textiles. La teinture indigo était probablement tirée de l'indigo bâtard (Indigofera suffruticosa) très répandu en Amérique. L'analyse du contenu d'une poterie trouvée dans un gouffre au Yucatán (dans le Cénote Sacré à Chichén Itzá) a montré qu'outre l'indigo et la palygorskite, le colorant contenait du copal, une résine d'arbre utilisée comme encens. Il semble que ce soit la combinaison de ces trois éléments qui soit responsable de la grande stabilité du bleu maya. Le pigment bleu était fabriqué en brûlant de l'encens, lors d'un rituel dédié au dieu de la pluie, Chaak. Pour attirer les pluies, les prêtres organisaient des cérémonies au cours desquelles des objets et des humains sacrifiés étaient peints en bleu (la couleur de Chaak) et jetés dans le cénote.

### Europe: l'indigo ruine la culture du pastel
L'indigotier craignant le gel, les Européens ont d'abord utilisé le pastel des teinturiers pour tirer le pigment indigo. Les archéologues ont dégagé au Danemark, en Allemagne et en Pologne, des textiles teints à l'indigo datant de l'âge du fer (c. 700 av. J.-C.) comme le manteau de Thorsberg.
Dans l'Europe du Sud, les Romains importaient de la fécule d'indigo d'orient, sans en connaître exactement le procédé de fabrication. Au Ier siècle, Pline indique « l'indicum...vient d'Inde...Quand on le tamise, il est noir, mais quand on le dilue il produit un admirable mélange de pourpre et de bleu » (H.N. livre XXXV, 46). Mais, les Romains utilisaient aussi le pastel. Pompei était d'ailleurs connu comme un centre important de production d'indigo de pastel.

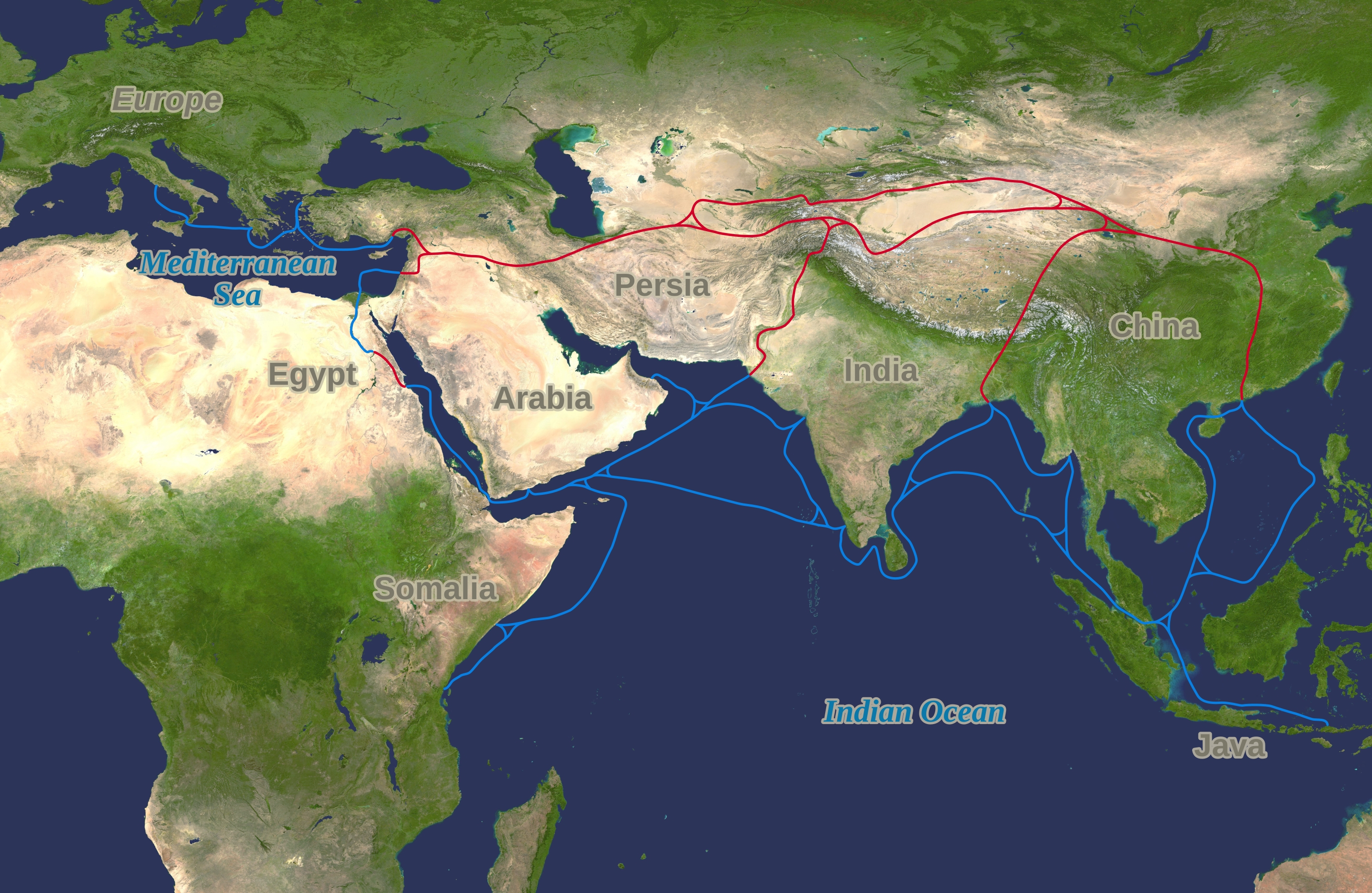
Routes commerciales des épices (en bleu) au Moyen Âge

Durant le Moyen Âge, les routes d'importation, longues et semées d'embûches, firent de l'indigo oriental un produit de luxe, largement réservé à la peinture et à l'encre. De grandes quantités de teinture et de textiles passaient de mains en mains, sur les marchés de Bagdad, Alep, le Caire, etc. Bagdad était le plus grand centre commercial, pour les produits du Moyen-Orient ou venant du Nord-Ouest de l'Inde et de Kerman en Perse. Puis les négociants Italiens importaient du Levant ces drogues tinctoriales (classées parmi les épices), par les ports de Venise, Gênes et Marseille.
La demande croissante stimula la culture de l'indigotier qui s'étendit de l'Inde au sud de la Perse (Kerman et Hormozabad étaient célèbres pour leur indigo), puis à la vallée du Jourdain, aux oasis de la Haute-Égypte et jusqu'à la vallée du Drâa, au sud Maroc. Le Yémen fut aussi un centre renommé de la culture de l'indigo et les Musulmans introduisirent aussi cette culture à Chypre et en Sicile, où les teinturiers étaient comme c'était habituellement le cas, des Juifs.
En Europe, la seule teinture naturelle bleue à pouvoir être produite localement fut le pastel des teinturiers. À l'époque de la Renaissance, les deux principaux centres de la culture pastellière était le Lauragais (entre Toulouse et Albi) et la Thuringe en Allemagne. Mais après la découverte de l'Amérique et l'ouverture de la route maritime des Indes par Vasco de Gama en 1497, l'indigo tropical arriva à un prix concurrentiel et détrôna progressivement le pastel. Les teinturiers l'appréciaient car il donnait des bleus plus profonds en raison d'une concentration plus élevée du pigment colorant que dans le pastel.

### Amérique: les premières grandes cultures d'exportation (1650-1800)
Le développement des colonies du Nouveau Monde où le climat permet dans de nombreuses régions une culture de l'indigotier, va pouvoir répondre à la demande croissante en indigo. L'essor de cette culture, lié au développement industriel, mêlera de manière inextricable capital et esclavage.
Les Espagnols furent les premiers colons à produire de l'indigo dans le Nouveau Monde : tout d'abord dans leurs plantations d'Amérique centrale (en 1560), puis à Hispaniola dans les Grandes Antilles, à la fin du XVIIe siècle. L'apogée de la production d'indigo dans les colonies espagnoles fut le XVIIIe siècle quand les bonnes années, 500 tonnes d'indigo étaient exportées. L'indigo du Guatemala était considéré être le meilleur.

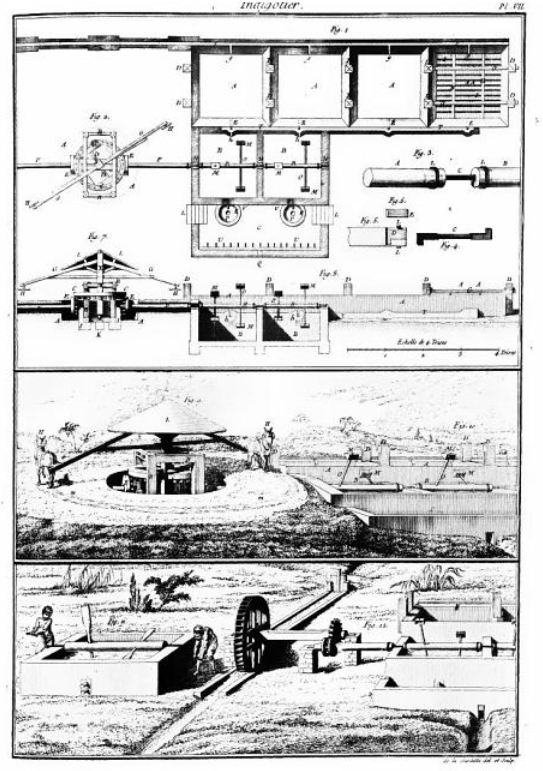
Innovations technologiques pour battre l'indigo, proposé par Beauvais-Raseau en 1761

Puis les Français et les Anglais s'installèrent dans ce qu'on appelait les Indes occidentales pour y développer de grandes cultures d'indigo, de sucre, de café et coton.
Les premiers colons français qui s'établissent en Guadeloupe en 1635, se tournent eux aussi, rapidement vers la culture de l'indigotier. En 1696, on recense 125 installations de production d'indigo, nommées indigoteries. Mais le déclin est très rapide en raison de l'émergence de Saint-Domingue (Haïti) qui va s'imposer comme le principal fournisseur d'indigo du Nouveau Monde et le restera d'ailleurs jusqu'à la fin du XVIIIe siècle. En 1780, pas moins de 3 150 plantations d'indigo y produisaient annuellement des centaines de tonnes de teinture, envoyées sur les ports de Bordeaux et Marseille, pour alimenter l'industrie textile française en pleine expansion.
Au siècle des Lumières, le gouvernement français appointe des savants et des ingénieurs pour étudier les techniques de production et chercher à les améliorer sur la base d'observations et d'expérimentations. La technique de fabrication usuelle de l'indigo demandant une main-d’œuvre considérable qu'il n'était pas possible de trouver sur place, les planteurs devaient recourir à la mécanisation et à l'emploi massif de main-d’œuvre servile, recrutée de force. L'Académie royale des sciences publie ainsi en 1761, dans la collection Description des arts et métiers, un ouvrage sur L'Art de l'indigotier de Beauvais-Raseau, proposant diverses innovations technologiques pour élaborer l'indigo. Les planteurs des Antilles et d'Amérique sans renoncer à l'innovation, choisirent souvent la facilité en faisant venir des esclaves d'Afrique en grand nombre. Il faudra attendre le XIXe siècle pour voir l'abolition de l'esclavage, l'invention du moteur à combustion interne et le début des droits sociaux reconnus aux travailleurs.
La révolution industrielle, en marche en Angleterre depuis le début des années 1700, précéda les grandes étapes de la colonisation et stimula la mise en culture de ces terres tropicales (voir les statistiques de Paul Bairoch). Pour répondre aux besoins grandissants en teinture de l'industrie textile, les colons de l'Amérique du Nord se lancèrent aussi dans la production d'indigo. À partir de 1720, le gouvernement français envoya des graines d'indigotiers aux Jésuites de Louisiane et les encouragea à produire de l'indigo. Des conseillers venus des Antilles, aidèrent les planteurs du cours inférieur du Mississippi (aux alentours de la Nouvelle-Orléans) à installer des indigoteries. Les conditions environnementales étaient bonnes, et dans la seconde moitié du XVIIIe siècle, les planteurs pouvaient produire plus de 120 tonnes d'indigo par an. En 1763, à la suite de la défaite française lors de la guerre de Sept Ans, la Louisiane passe sous contrôle anglais et espagnol. Mais la production d'indigo continue de croître, puisque 225 tonnes furent vendues en 1790. Ce pic de production ne fut plus jamais atteint et la culture de l'indigo laissa la place à celle du coton, du sucre et du tabac.
Les États de Géorgie, Caroline du Sud, Virginie, Alabama, Floride produisaient tous de l'indigo. Le plus gros producteur fut la Caroline du Sud. Les planteurs britanniques n'atteignirent cependant jamais la qualité et la quantité produite au Guatemala et aux Antilles françaises.
Après l'indépendance des États-Unis en 1776, les Britanniques perdirent l'accès au marché et se tournèrent vers les plantations en Inde. Là, ils réussirent à réduire drastiquement le coût du travail, pour pouvoir produire de l'indigo concurrentiel avec celui s'appuyant sur l'esclavage.

### Afrique: une culture artisanale ancienne
Les plus anciens textiles archéologiques trouvés en Afrique occidentale ont été découverts en pays Dogon au Mali, dans les grottes de Bandiagara. Certains d'entre eux datent du XIe ou XIIe siècle et comportent des dessins faits à l'indigo extrait d'espèce d'Indigofera ou de Philenoptera cyanescens.
L'expansion de l'islam en Afrique noire, qui débuta au XIe siècle avec la constitution du mouvement Almoravides, s'accompagna du désir de se vêtir. Les premiers centres d'études de l'islam, à Tombouctou (à partir du XVe siècle), ou Djenné, furent aussi des centres de production du coton. Djenné, dans le delta intérieur du Niger, fut un important carrefour du commerce des textiles, des teintures, du sel, des noix de cola et de l'or.
À la fin du Premier Empire, la France reprend possession de ses colonies sur la côte occidentale de l'Afrique et y lance quelques plans de développement de culture d'exportation. À partir, de 1821, le gouvernement élabora plusieurs essais dans la Sénégambie (Sénégal) de culture du coton et de l'indigo. On s'assura les services d'un chimiste et d'employés ayant travaillé dans les indigoteries au Bengale. « Mais si la qualité des produits obtenus parut pouvoir égaler celles des indigos du Bengale, d'un autre côté, il sembla démontré par cinq années d'expérience, que le prix de revient serait trop élevé pour leur permettre de lutter sur les marchés d'Europe contre les similaires de l'Inde ». Le handicap tenait aux conditions climatiques et au « haut prix de la main-d’œuvre ». Face à l'efficacité du système d'exploitation anglais au Bengale, les grandes indigoteries du Walo, furent progressivement évincées dans les années 1830, mais l'exploitation traditionnelle des indigotiers perdura.
Plusieurs témoignages d'explorateurs attestent de la fabrication d'indigo par les Africains, à partir d'indigotiers sauvages ou cultivés. Lors de son expédition à Tombouctou en 1827-28, René Caillié observe les femmes en plusieurs endroits (comme à Timé dans l'actuelle Côte d'Ivoire) récolter les feuilles d'indigotier sauvage, pour en extraire une teinture indigo servant à teindre les étoffes de coton. À peu près à la même époque, un autre explorateur français, Mollien, rapporte que dans la région de la Gambie « on y cultive le riz, le mil et le maïs, un peu d'indigo et de coton ». Plusieurs espèces d'indigotier se rencontrent en Afrique : Indigofera arrecta, I. coerulea, I. tinctoria et on sait maintenant que depuis le début du XXe siècle au moins, l'indigotier chessé (Indigofera arrecta) est l'espèce la plus importante utilisée pour la production d'indigo.

### L'apogée de l'indigo auXIXesiècle: les Compagnies des Indes orientales

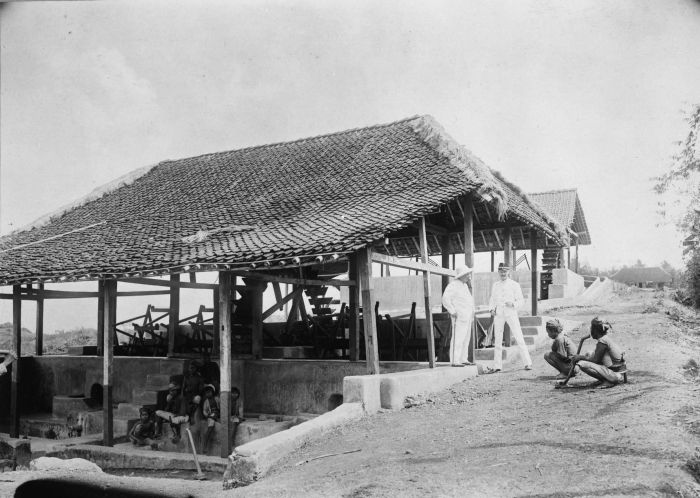
Fabrique d'indigo, Java

En ouvrant une voie maritime directe pour le commerce des épices, le Portugal brisa le contrôle des musulmans et des Vénitiens sur les anciennes voies commerciales vers l'orient. Mais par manque d'armateurs, ils furent supplantés par les Néerlandais et les Anglais et dans une moindre mesure les Français et les Espagnols.
Créée en 1602, la Compagnie néerlandaise des Indes orientales (VOC) prit fermement pied dans les Iles aux épices et fit de Batavia à Java, la capitale de l'empire des Indes Orientales. Les Néerlandais importèrent en Europe de l'indigo javanais et indien ainsi que de la soie, du coton, du thé et des épices. Les teinturiers Hollandais, réputés pour la qualité de leur travail, tirèrent grandement bénéfice de ces importations massives d'indigo à une époque où les autres pays européens s'efforçaient de résister à la teinture orientale qui menaçait leur industrie du pastel.
La Compagnie britannique des Indes orientales (EIC), fondée en 1600, créa un comptoir à Surate sur la côte occidentale de l'Inde pour tenter de saper les routes terrestres des compagnies du Levant. L'indigo était déjà une marchandise d'exportation essentielle du nord-ouest de l'Inde. Une décennie après que l'EIC ait mis pied à Surate, l'indigo devint le produit le plus précieux du commerce indien, suivi par les calicots, le salpêtre, le sucre et le coton.
Durant les XVIIe et XVIIIe siècles, l'Inde du Nord et le Gujarat exportèrent de grandes quantités d'indigo. L'indigo de meilleure qualité était vendu sur le marché de Biana une petite ville près d'Agra, la capitale de l'empire moghol. Les riches négociants Arméniens et Indiens avançaient l'argent aux cultivateurs longtemps avant la récolte et la fabrication de la teinture. Ils pouvaient ainsi se réserver les meilleurs produits. Par contre les petits négociants Indiens ou étrangers, qui venaient à Biana pour acheter au comptant, devaient faire face à des prix très fluctuants.

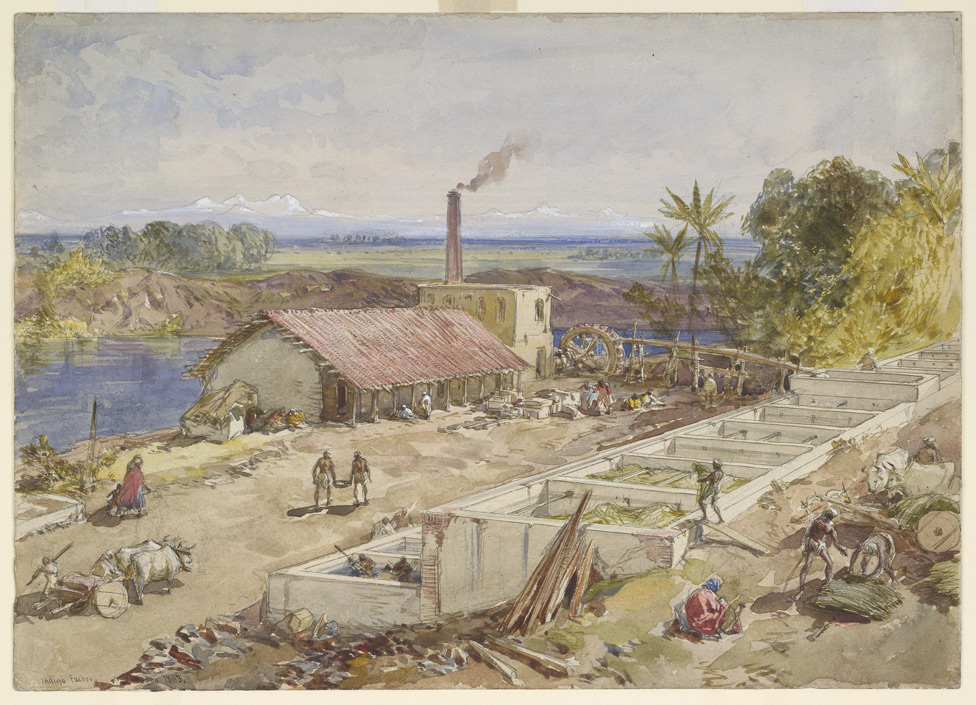
Fabrique d'indigo au Bengale. Au XIXe siècle, le Bengale fut le plus gros producteur d'indigo au monde.

Après avoir été détenu par les Portugais pendant plus d'un siècle, les Anglais prennent possession de Bombay en 1661 et en font le port principal du commerce de l'indigo. À la fin du XVIIe siècle, ils s'établissent aussi du côté oriental, dans un petit village marécageux nommé Calcutta qui se transformera rapidement en une cité prospère. Le Bengale deviendra le plus grand fournisseur d'indigo du monde.
En Europe, la supériorité de l'indigo sur le pastel était de plus en plus reconnue à la fin du XVIIe siècle. Toutes les mesures protectionnistes prises en France et en Allemagne pour protéger les producteurs de pastel, finirent par échouer. La demande en teinture d'indigo ne fit que croître pour satisfaire l'industrie textile en pleine expansion durant la révolution industrielle et pour assurer la teinture des uniformes militaires un peu partout en Europe. Jusqu'à la fin du XIXe siècle, l'indigo était la teinture naturelle la plus prisée.
Persoz signale dans un ouvrage en 1846, que les indigos les plus répandus sont ceux du Bengale, de Java et du Guatemala. Tous se subdivisent en un grand nombre de variétés (surfin bleu, surfin violet, fin violet, fin violet pourpre, etc.) avec des prix différents.

### La coercition de la main-d'œuvre et la révolte de l'indigo au Bengale (1859)
Aux alentours de 1800, le marché mondial de l'indigo était en crise. Les planteurs de Saint-Domingue, du Guatemala et des États-Unis abandonnaient l'indigo en raison de guerres ou pour se consacrer à des cultures plus rentables. L'industrie textile britannique ayant un grand besoin d'indigo, les autorités firent de la culture de l'indigo un objectif d'importance nationale.
L'East India Company (EIC) entreprit de promouvoir la culture de l'indigo au Bengale afin de répondre à cette forte demande. En 1788, elle fit venir des planteurs d'indigo expérimentés des Caraïbes pour superviser les indigoteries les plus efficaces et subventionna les planteurs qui se lançaient dans cette nouvelle culture. Entre 1805 et 1814, l'EIC exporta en moyenne 2 800 tonnes par an.
Les années les plus prospères se situent entre 1834 et 1847 quand la consommation d'indigo indien doubla aux États-Unis et en Grande-Bretagne. Le Bengale fournissait alors les 4/5e de la production mondiale. L'indigo permit à certains d'amasser des fortunes considérables, grâce à un système d'exploitation mêlant intimement capitaux (apportés par l'EIC) et travail forcé. Les Britanniques réussirent très habilement à baisser le coût du travail, en s'appuyant sur la structure sociale indienne traditionnelle, sans recourir à l'esclavage.

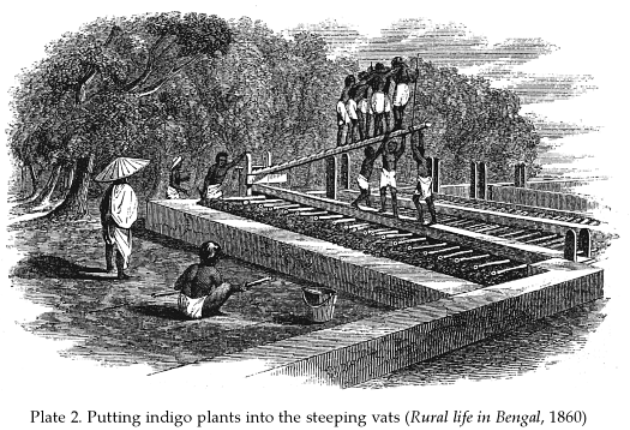
Les indigotiers sont mis à macérer dans une indigoterie du Bengale en 1860.

Contrairement à l'Amérique, les travailleurs n'étaient pas réduits en esclavage mais l'organisation du travail les forçaient à s'endetter puis à travailler dur pour tenter de rembourser leurs dettes. La culture des indigotiers était assurée par les petits paysans (ryots) qui n'étaient pas propriétaires mais devaient louer les terres d'un grand propriétaire foncier zamindar, de la noblesse terrienne. Lui-même était lié par contrat aux planteurs anglais qui fabriquaient l'indigo et s'engageaient à le fournir aux Agency Houses, des compagnies de négoce. L'organisation obligeait les paysans à produire de l'indigo plutôt que du riz puis à le vendre à un prix si bas qu'ils restaient endettés à vie. Le système était très impopulaire et ceux qui le contestaient avaient affaire aux bâtons des nervis au service des planteurs et des zamindars. Un gouverneur adepte des Lumières, compara la situation de ces travailleurs libres à celle des esclaves de Caroline (États-Unis). Même en Inde, l'aptitude à supporter les injustices a des limites et la révolte finit par éclater en 1859. Quelques planteurs furent jugés publiquement et exécutés. Quelques dépôts d'indigo furent incendiés. La révolte fut durement réprimée par les forces britanniques. Et l'année suivante, le gouvernement introduisit des réformes pour remédier aux plus graves injustices du système productif.

### La teinture de synthèse supplante l'indigo naturel
Le chimiste allemand Adolf von Bayer découvre la structure de l'indigotine en 1867 et fait le pari de trouver une méthode de synthèse. Il y parvint après des années d'efforts, mais il fallut attendre 1897, avant que l'entreprise chimique BASF ne réussisse à mettre sur le marché un produit de synthèse, connu sous le nom d'« indigo pur ».

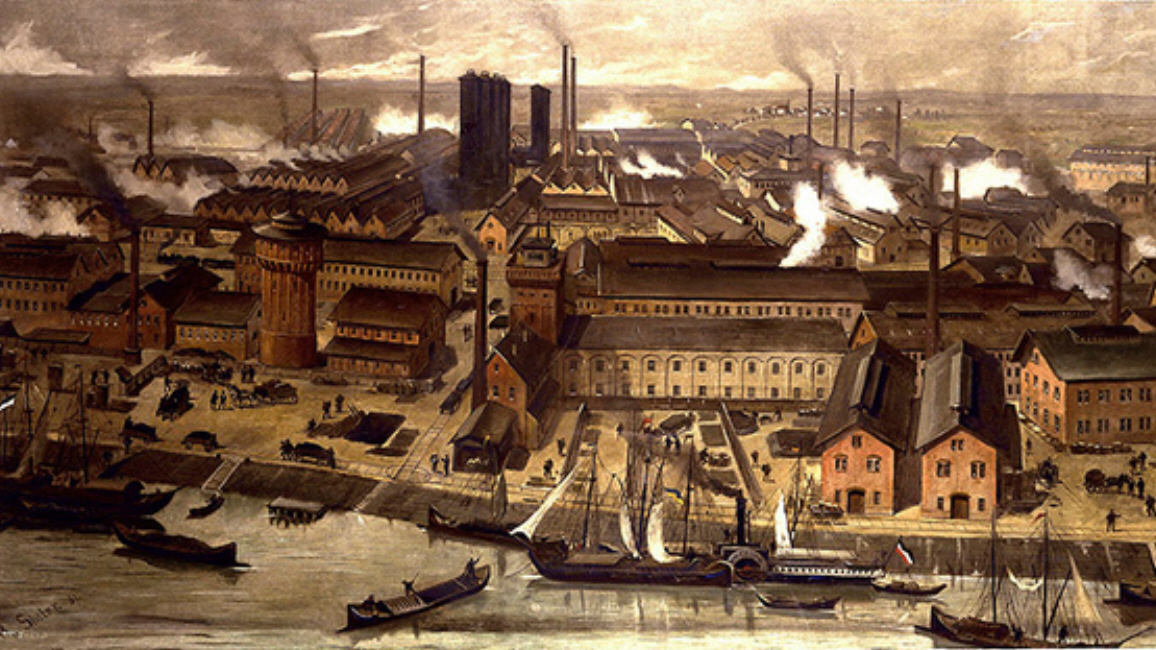
Les usines chimiques de BASF en 1881

La production bengali d'indigo atteignit son pic en 1896 avec près de 10 000 tonnes puis la production s’effondra. En 1914, l'indigotine pure de synthèse valait 7,50 francs suisses le kilogramme alors que l'indigotine à 100 % de l'indigo végétal vaut de 26 à 27 fr le kg. Et à cette époque, le prix de l'indigo naturel avait déjà diminué de 50 % du fait de la concurrence.
Le ministre de la Guerre allemand décréta que les uniformes de l'armée devait être teints à l'indigo synthétique, alors que la France et l'Angleterre demandèrent que l'on utilise l'indigo naturel. Durant la Première Guerre mondiale, la fin de l'approvisionnement en indigo de synthèse allemand, apporta une bouffée d'air aux planteurs d'indigo. Le répit fut cependant de courte durée car dans l'après-guerre, le déclin continua inexorablement.
Les beaux jours de l'indigo synthétique ne durèrent qu'un temps, car au milieu du XXe siècle, il était chancelant devant la concurrence des nouvelles teintures de synthèse. Ce fut le fantastique succès du blue jeans arrivé avec les GI's en 1945 qui le sauva. Ce vêtement des travailleurs manuels américains de la fin du XIXe siècle avec sa coupe ajustée et sa coloration changeante liée à l'indigo, s'imposa sur tous les continents et dans toutes les catégories sociales.